# Сторми Дэниэлс
Сте́фани Эй Гре́гори Кли́ффорд (англ. Stephanie A. Gregory Clifford), более известная как Сто́рми Дэ́ниелс (англ. Stormy Daniels, известная также как Stormy Waters или просто Stormy Stormy, род. 17 марта 1979, Батон-Руж, Луизиана) — американская порноактриса, режиссёр и сценарист порнофильмов.

## Биография
Стефани Эй Грегори родилась 17 марта 1979 года в Батон-Руже (Луизиана), была единственным ребёнком в семье. Родители её развелись, когда ей было четыре, и её воспитывала мать. Сторми училась в школе с углублённым изучением предметов в Луизиане, была редактором школьной газеты и президентом 4-H клуба.
В 17 лет начала выступать стриптизершей в клубе Baton Rouge. Сценический псевдоним связан с тем, что актриса является поклонницей группы Mötley Crüe, чей басист Никки Сикс назвал свою дочь, родившуюся в 1994 году, Сторм (англ. Storm). Вторая часть псевдонима связана с известным сортом бурбона Jack Daniel's, в одном из рекламных роликов которого упоминалось, что он «самый популярный на юге» (англ. a Southern favorite). Jack Daniel’s производится в Теннесси, а Сторми родом из другого южного штата — Луизианы.
В начале работала только в лесби-сценах для студий Sin City и Wicked Pictures. В июле 2002 сыграла главную роль в фильме Heat студии Wicked, где в возрасте 23 лет впервые снялась в сцене с мужчиной, и в сентябре того же года подписала эксклюзивный контракт с Wicked. В 2004 стала лучшей старлеткой по версии AVN, потеснив при этом Джесси Джейн. До 2006 была главной актрисой Wicked. Регулярно снимается для мужских журналов, включая Playboy, Hustler, Penthouse, High Society, GQ, FHM, и даже пишет для последнего. В 2007 она была удостоена звания Penthouse Pet of the Month February. Помимо участия в «40-летнем девственнике» и сериале «Грязь» на FX, она получила приглашение на «Грэмми» 2007.
На 2014 год снялась в 184 порнофильмах и срежиссировала 65 порнолент. По итогам 2018 года Сторми Дэниэлс возглавила рейтинг звёзд, пользующихся наибольшей популярностью у пользователей, составленный ресурсом Pornhub. В 2018 году посетители сайта упоминали в своих поисковых запросах имя Сторми Дэниэлс 30,2 миллиона раз.

## Личная жизнь
В 2003—2005 годах Сторми была замужем за порноактёром Пэтом Майном (во время замужества взяла настоящую фамилию мужа — Клиффорд).
В 2007—2009 годах Дэниелс была замужем за журналистом Майком Мозом.
С 25 ноября 2015 года была замужем за порноактёром Брендоном Миллером, от которого у неё есть дочь (род. в январе 2011 года). В июле 2018 года супруги подали на развод после почти трёх лет брака.
В январе 2018 года Wall Street Journal опубликовал статью, заявив о том, что президент США Дональд Трамп состоял в отношениях с Дэниелс в 2006 году и заплатил ей 130 тысяч долларов за молчание. Актриса подала в суд на Трампа и его адвоката Майкла Коэна, которые в ответ обвинили Дэниелс во лжи.
В 2019 году заявила, что бисексуальна.

## Награды
- 2003 Adam Film World Contract Babe of the Year (Малышка года)
- 2004 NightMoves Best Actress (Лучшая актриса)
- 2004 AVN Award for Best New Starlet (Лучшая новая старлетка)
- 2004 «Space Nuts» AVN Award — Best Extras DVD. (лучший бонус DVD)
- 2005 NightMoves Best New Director (Лучший новый режиссёр)
- 2005 CAVR Star of the Year (Звезда года)
- 2006 CAVR Best Feature Director (Лучший режиссёр)
- 2006 NightMoves Best Actress (Лучшая актриса)
- 2006 Exotic Dancer Adult Movie Feature Of The Year
- 2006 Temptation Awards Best Actress (Лучшая актриса)
- 2006 F.A.M.E. Award — Favorite Breasts (Лучший бюст)[10]
- 2006 AVN Award — Best Supporting Actress (Лучшая актриса 2-го плана) за фильм Camp Cuddly Pines Powertool Massacre[11]
- 2006 AVN Award — Best Screenplay — (Лучший сценарий) фильм Camp Cuddly Pines Powertool Massacre[11]
- 2006 Adam Film World Crossover Performer of the Year (Лучшая исполнительница года)
- 2006 XRCO Award for Mainstream Adult Media Favorite
- 2007 CAVR Best Feature Director (Лучший режиссёр)
- 2007 F.A.M.E. Award — Favorite Breasts (Лучший бюст)[12]
- 2007 Golden G-String Award[13]
- 2007 AEBN Performer of the Year (Лучшая исполнительница года)
- 2007 AVN Award — Contract Star of the Year (Контракт-звезда года)
- 2008 AVN Award — Crossover Star of the Year[14]
- 2008 XBIZ Award — Crossover Star of the Year
- 2008 Adam Film World Actress of the Year (Актриса года)
- 2008 XRCO Award for Mainstream Adult Media Favorite
- 2008 XRCO XRCO Award for Best Director — Features (Лучший режиссёр)
- 2008 F.A.M.E. Award for Favorite Director (Лучший режиссёр)[15]
- 2008 Night Moves Adult Entertainment Award — Best Director, Fans' Choice (лучший режиссёр — выбор фанов)[16]
- 2009 F.A.M.E. Award for Favorite Breasts (Лучший бюст)
- 2009 Free Speech Coalition Positive Image Award
- 2008 Night Moves Adult Entertainment Award — Best Director, Editors' Choice (лучший режиссёр — выбор критиков)
- 2009 XBIZ Award ASACP Service Recognition Award[17]
- 2014 введена в Зал славы AVN Awards
- 2014 введена в Зал славы XRCO

## Фильмография
| Год  |   | Русское название         | Оригинальное название  | Роль   |
| ---- | - | ------------------------ | ---------------------- | ------ |
| 2005 | ф | Сорокалетний девственник | The 40-Year-Old Virgin | камео  |
| 2010 | ф | Изнанка города           | Wrong Side Of Town     | Сторми |